# Kocot
Kocot – polskie nazwisko, wywodzić od rzeczownika kocot (ze znaczeniem: «kogut»).

## Osoby noszące nazwisko
- Benedykt Kocot (1954) – polski kolarz torowy;
- Marek Kocot (1971) – polski aktor, reżyser teatralny i dramaturg;
- Miłosz Kocot (1989) – polski futsalista;
- Przemysław Kocot (1986) – polski piłkarz;
- Stanisław Kocot (1937) – polski piłkarz i trener piłkarski;
- Władysław Kocot (1900–2000) – polski nauczyciel;
- Wojciech Kocot (1968) – polski prawnik.